# 후고 (알자스 공작)
후고 드 로타링기아(Hugh de Lotharingia, Hugh of Lotharingia 또는 Hugh of Alsace, 855년/860년 - 895년)는 프랑크 왕국 카롤링거 왕조의 군주로, 알자스 공작을 역임했으며 로트링겐의 왕 로타르 2세의 사생아였다. 사실상 그는 로타르 1세 가계의 마지막 직계 남성이었다. 로타르 2세와 그의 첩이자 두번째 부인인 쾰른 출신 발트라다의 아들로, 교회에서는 끝까지 로타르 2세와 발트라다의 결혼을 인정하지 않았다.
867년 알사스 공작에 임명되었다. 아버지 로타르 2세는 서자였지만 유일한 아들이었던 그를 왕위에 앉히기 위해 노력하였으나 끝내 실패했다. 877년부터 여러 번 로트링겐의 왕위를 찾기 위해 군사를 일으켰으나 번번히 좌절되었다. 그는 알자스의 공작이자 로타링기아의 왕위 요구자였다. 885년 로트링겐을 되찾기 위해 동프랑크의 왕이자 황제 카를 3세 비만왕에게 저항하였으나, 전투 중 프리슬란트의 후작 고드프리의 배신으로 885년 6월 바벤부르크에서 프랑켄의 하인리히에게 체포되어 장님, 벙어리가 되고 풀다 수도원에 감금되었다가 세인트 갈 수도원으로 옮겨졌다. 다시 프륌 수도원으로 옮겨진 뒤 895년에 사망했다.

## 생애

### 소년 시절

로타링기아 지도, 그의 영지인 알사스 지역은 하늘색 부분

위그는 855년 혹은 850년에 로타링기아의 왕 로타르 2세의 서자로 출생하였다. 어머니는 보름스가우의 발트라다이다. 황제 로타르 1세에게는 손자가 된다. 그의 출생년대에 대해서는 860년생 설도 있으며, 생일은 미상이다. 정비 토이드베르가에게서 아들이 없던 로타르 2세는 발트라다에게서 아들 위그와 딸 기셀라, 베르타를 얻었다. 그의 외가는 지체가 낮은 신분이었기에 할아버지 로타르 1세는 로타르 2세와 발트라다와의 결혼을 허락하지 않고 반대하였다. 그러나 부왕 사후, 로타르 2세는 발트라다가 자신의 아들을 낳아주자 왕비인 토이드베르가와 이혼하려고 노력하였다. 그러나 교황 니콜라오 1세는 이를 거부했고 오히려 로타르 2세와 토이드베르가를 화해시키려 노력했다.
한편 그는 861년 12월 자신의 숙부인 이탈리아인 루트비히와 프로방스의 샤를에 의해 로타르 2세의 정식 후계자로 승인받았다. 이는 르미르몽 수도원의 기념 도서에 위그를 로타르의 정식 후계자로 인정한다고 서명한 문서가 현재까지 남아 있다. 그러나 862년 서프랑크의 대머리 카를 2세와 동프랑크의 독일인 루트비히는 동프랑크 아헨에서 가톨릭 성직자 회의를 소집, 주교단에 의해 로타르 2세와 발트라다의 결혼의 무효화를 선언케 한다. 그러나 Herimanni Augiensis Chronicon에 따르면 같은 해 로타르 2세는 토이드베르가와의 이혼 후, 트리어 주교 테오데가드(Theodegaud 또는 디트골드(Dietgold)), 쾰른 대주교 군타르(Ghunter), 그밖에 남작 에르노울프(Ernoulf 또는 Ernouf)의 주관 하에 정식 결혼으로 인정받았다.
865년 아버지 로타르 2세는 그를 알사스(Alsace)의 공작에 임명했다. 아버지 로타르 2세는 황제이기도 한 이탈리아인 루트비히가 방문했을 때 위그에게 알사스 공작직을 임명하고 공국을 수여했다. 어머니 발트라다는 결혼을 인정해줄 것을 청원하러 파비아로 갔지만 교황청 사절에게 감시당했다. 이때 어머니 발트라다는 교황청의 사절로 결정된 아르세니오에게 자신의 유산과 지위를 인정해줄 것을 호소했지만, 교황은 아르세니오를 사절 임명을 취소했다. 나중에 아버지 로타르 2세는 그를 후계자로 삼기 위해 여러번 교황과 주교들을 설득했고, 나중에 그를 낳은 생모 발트라다와 결혼하였으나 869년 8월 8일에 사망했다. 로타르 2세가 사망하자 교황 니콜라오 1세는 아머니 발트라다를 파문하고, 위그와 위그의 누이들은 모두 사생아로 선포되었다. 그해 말 동프랑크의 독일인 루트비히와 서프랑크의 대머리왕 카를은 군사를 이끌고 로트링겐에 쳐들어와 혼인의 무효와 함께 발트라다는 첩으로, 위그는 사생아로 논정짓고 로렌에서 추방했다.

### 왕위 회복 운동
그의 영지인 알자스는 870년 독일인 루트비히의 동프랑크 왕국 내에 있었으므로 독일인 루트비히는 그의 알자스 공작직을 박탈했다. 고아가 되어 외가가 있던 보름스가우에 있다가 나중에 영지인 알사스로 갔다. 중프랑크 왕국의 황제 이탈리아인 루트비히가 죽고 이탈리아를 놓고 독일인 루트비히와 대머리왕 카를 2세가 전쟁을 벌일 동안 그는 알자스 공작직을 회복했다.
877년 이후 그는 여러 번 반란을 일으켜 자신의 왕위를 되찾으려 했다. 877년 10월 대머리왕 카를 2세가 죽자 로트링겐의 귀족들이 그를 지원했고 이를 기회로 로트링겐 왕이 되기 위해 군사를 일으켰으나 작센의 군주 소 루트비히의 방해로 실패했고, 그 뒤로도 878년, 880년 여러번 부왕의 영지를 되찾으려 기도했으나, 그때마다 번번히 실패하였다.
877년 10월 대머리왕 카를이 죽은 뒤 그는 자신이로타르 1세의 직계후손임을 내세워 이탈리아의 왕위를 요구하였지만 실패하였다. 이탈리아의 귀족들과 제후들은 그를 지지하지 않았고, 교황은 이탈리아의 왕관을 동프랑크의 카를만에게 넘겨주었다. 878년초 교황 요한네스 8세는 위그가 사생아라는 것과 위그의 파문을 선언하고 추방했다. 879년 서프랑크의 루이 2세가 사망하자 그의 죽음을 계기로 이번에는 로트링겐의 서부 지역을 차지하고 이어 서프랑크의 왕위를 차지하려 하였으나, 청년 루트비히 3세가 보낸 군사들이 루이 3세와 샤를로망을 보호하였으므로 실패했다. 동시에 그의 군대는 알레만니의 왕이자 그무렵 이탈리아의 군주에 즉위한 뚱보왕 카를의 군사에 의해 격파되었다. 청년 루트비히는 수도원에 있던 그를 호출하였으나, 그는 소루트비히의 부름에 응하지 않았다.
880년 그는 다시 로타링기아를 회복하려 군사를 일으켰지만 실패하였다. 880년 소 루트비히가 베르덩에 있는 위그의 성을 침략하여 파괴하고 돌아갔다. 그뒤 비만왕 카를 3세는 그를 메츠 주교직에 임명하고 주교 교구를 그에게 주었다.

### 감금과 최후

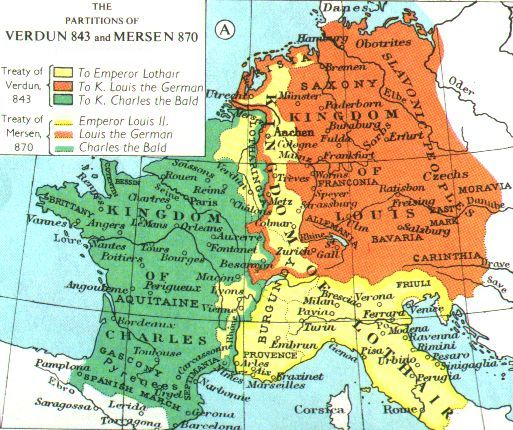
베르덩 조약과 메르센 조약
노란 색 부분 중 이탈리아와 프로방스를 제외한, 독일, 프랑스에 의해 분할표시가 된 지역이 아버지 로타르 2세의 영지였다.

882년 초 부활절에 청년 루트비히가 그를 소환했지만 거부하였고 소 루트비히는 알사스를 공격, 부르고뉴까지 그를 추격했다. 882년 청년 루트비히의 죽음을 계기로 882년 4월 23일 위그는 다시 군사를 일으켰지만 뚱보왕 카를이 보낸 군대에 의해 진압되고, 위그는 부르고뉴로 피신했다. 883년에는 대머리 카를의 시종인 엔겔람(Engilram)을 살해하고 그해에 그의 과부 프리데라다(Friderada)와 결혼했다. 이후 프리데라다는 재혼했지만 두번째 남편과 세번째 남편 역시 곧 사망하고, 네번째 남편인 힉베르트(Wicbert)도 재혼한지 얼마 안되어 사망했다.
883년 위그의 누이인 기셀라가 프리슬란트의 후작 고드프리와 결혼, 이를 이용하여 다시 아버지의 영지를 탈환하려 하였으나 실패했다. 884년 위그는 아버지의 영토 로트링겐과 자신의 영지였던 알자스를 회복하기 위해 노르만 바이킹과도 제휴하였다. 885년 뚱보왕 카를과의 전투 중 프리슬란트의 후작 고드프리의 배신으로 885년 6월 바벤부르크에서 프랑켄의 하인리히에게 체포되었다. 고드프리는 프랑켄의 하인리히 간과 밀약을 체결, 885년 6월에 협상이 성사되었다.
그는 곧 뚱보왕 카를에게 넘겨져 뚱보왕 카를의 지시로 장님, 벙어리가 되는 형벌을 받고 풀다 수도원에 감금되었다. 이후 세인트 갈 수도원으로 옮겨졌다가 다시 포에른 수도원으로 옮겨졌다. 895년 이후 포에른 수도원 또는 프륌 수도원에서 사망하였다. 장님과 벙어리가 된 직후에 사망하지는 않았다고 한다. 일설에는 900년에 사망했다고도 한다.

### 사후
그의 묘소는 미상이다.
위그에게는 딸 아데와 아들 로타르가 있었는데 이들의 행적은 미상이고, 경건왕 루트비히의 장남 로타르 1세의 가계는 단절되었다. 그의 지위와 상속권은 또다른 누이인 베르타의 아들인 프로방스의 위그와 그 아들 로타리오 3세가 주장하였다. 이들은 이후 이탈리아의 왕을 역임하기도 했다.

## 가계
- 부왕 : 로타르 2세
- 모후 : 발트라다
  - 누이 : 기셀라
  - 매부 : 프리슬란트 후작 고드프리(Godfried, Duke of Friesland)
  - 누이 : 베르타
  - 매부 : 아를의 테오발트(Theobald of Arles)
- 부인 : 프레데라다(Friderada)
  - 딸 : 아데(Ade)
  - 아들 : 로타르

## 같이 보기
- 메르센 조약
- 베르덩 조약
- 리베몽 조약
- 로타르 2세
- 프로방스의 샤를

## 참고 자료
- Elisabeth Berg: Hugo. In: Neue Deutsche Biographie (NDB). Band 10, Duncker & Humblot, Berlin 1974, ISBN 3-428-00191-5, S. 15 (Digitalisat).
- Ernst Ludwig Dümmler: Hugo von Lothringen. In: Allgemeine Deutsche Biographie (ADB). Band 13, Duncker & Humblot, Leipzig 1881, S. 309–311.

| 전임 로타르 2세 | 알사스 공작 867년 - 885년 | 후임 루트비히 3세 |